# Linda javanica
Linda javanica là một loài bọ cánh cứng trong họ Cerambycidae.